# Alem Grmay
Alem Grmay Abebe, né le 15 novembre 1990, est un coureur cycliste éthiopien.

## Palmarès
- 2013
  - Championnat d'Afrique du Sud du contre-la-montre par équipes[n 1],[1]
  - 2e étape de l'Anatomic Jock Race
- 2016
  - 4e étape du Tour de l'Éthiopie Zeles Zenawi
  - 2e du Tour de l'Éthiopie Zeles Zenawi

## Classements mondiaux
| Année           | 2013 | 2014 | 2015 | 2016 |
| --------------- | ---- | ---- | ---- | ---- |
| UCI Africa Tour | 166e |      |      | 62e  |